# Доманев (Поддембицький повіт)
Доманев (пол. Domaniew) — село в Польщі, у гміні Далікув Поддембицького повіту Лодзинського воєводства.
Населення — 125 осіб (2011).
У 1975-1998 роках село належало до Серадзького воєводства.

## Демографія
Демографічна структура станом на 31 березня 2011 року:
|          | Загалом | Допрацездатний вік | Працездатний вік | Постпрацездатний вік |
| -------- | ------- | ------------------ | ---------------- | -------------------- |
| Чоловіки | 65      | 12                 | 43               | 10                   |
| Жінки    | 60      | 9                  | 33               | 18                   |
| Разом    | 125     | 21                 | 76               | 28                   |